# Championnat du monde de hockey sur glace 2010
Navigation
Suisse 2009 Slovaquie 2011
Le 74echampionnat du monde de hockey sur glace s'est joué en Allemagne entre le 7 mai et le 23 mai 2010 dans les villes de Cologne et Mannheim.

## Groupe élite
Le match d'ouverture États-Unis-Allemagne se déroule dans la Veltins-Arena, stade de football situé dans la ville allemande de Gelsenkirchen.

### Tour préliminaire
Le groupe principal regroupe seize équipes, réparties en quatre groupes de quatre (de A à D).

| - Groupe A (Cologne) - Russie - Biélorussie - Slovaquie - Kazakhstan | - Groupe B (Mannheim) - Canada - Suisse - Lettonie - Italie | - Groupe C (Mannheim) - Suède - Tchéquie - Norvège - France | - Groupe D (Cologne) - Finlande - États-Unis - Allemagne - Danemark |

#### Groupe A (Cologne)
| Clt   | Équipe      | PJ | V | VP | D | DP | BP | BC | Pts |
| ----- | ----------- | -- | - | -- | - | -- | -- | -- | --- |
| +001, | Russie      | 3  | 3 | 0  | 0 | 0  | 10 | 3  | 9   |
| +002, | Slovaquie   | 3  | 2 | 0  | 1 | 0  | 10 | 6  | 6   |
| +003, | Biélorussie | 3  | 1 | 0  | 2 | 0  | 8  | 9  | 3   |
| +004, | Kazakhstan  | 3  | 0 | 0  | 3 | 0  | 4  | 14 | 0   |

- Tour de qualification
- Tour de relégation

#### Groupe B (Mannheim)
| Clt   | Équipe   | PJ | V | VP | D | DP | BP | BC | Pts |
| ----- | -------- | -- | - | -- | - | -- | -- | -- | --- |
| +001, | Suisse   | 3  | 3 | 0  | 0 | 0  | 10 | 2  | 9   |
| +002, | Canada   | 3  | 2 | 0  | 1 | 0  | 12 | 6  | 6   |
| +003, | Lettonie | 3  | 1 | 0  | 2 | 0  | 7  | 11 | 3   |
| +004, | Italie   | 3  | 0 | 0  | 3 | 0  | 3  | 13 | 0   |

- Tour de qualification
- Tour de relégation

#### Groupe C (Mannheim)
| Clt   | Équipe   | PJ | V | VP | D | DP | BP | BC | Pts |
| ----- | -------- | -- | - | -- | - | -- | -- | -- | --- |
| +001, | Suède    | 3  | 2 | 0  | 1 | 0  | 9  | 6  | 6   |
| +002, | Tchéquie | 3  | 2 | 0  | 1 | 0  | 10 | 6  | 6   |
| +003, | Norvège  | 3  | 2 | 0  | 1 | 0  | 10 | 8  | 6   |
| +004, | France   | 3  | 0 | 0  | 3 | 0  | 5  | 14 | 0   |

- Tour de qualification
- Tour de relégation

#### Groupe D (Cologne)
| Clt   | Équipe     | PJ | V | VP | D | DP | BP | BC | Pts |
| ----- | ---------- | -- | - | -- | - | -- | -- | -- | --- |
| +001, | Finlande   | 3  | 2 | 0  | 1 | 0  | 5  | 6  | 6   |
| +002, | Allemagne  | 3  | 1 | 1  | 1 | 0  | 5  | 3  | 5   |
| +003, | Danemark   | 3  | 1 | 1  | 1 | 0  | 7  | 5  | 5   |
| +004, | États-Unis | 3  | 0 | 0  | 1 | 2  | 4  | 7  | 2   |

- Tour de qualification
- Tour de relégation

### Tour de relégation

#### Groupe G (Cologne et Mannheim)
| Clt   | Équipe     | PJ | V | VP | D | DP | BP | BC | Pts |
| ----- | ---------- | -- | - | -- | - | -- | -- | -- | --- |
| +001, | États-Unis | 3  | 2 | 1  | 0 | 0  | 17 | 2  | 8   |
| +002, | France     | 3  | 2 | 0  | 1 | 0  | 7  | 8  | 6   |
| +003, | Italie     | 3  | 1 | 0  | 1 | 1  | 5  | 6  | 4   |
| +004, | Kazakhstan | 3  | 0 | 0  | 3 | 0  | 4  | 17 | 0   |

- Relégué en division I

L'Italie et le Kazakhstan son relégués en division I pour l'édition 2011.

### Tour de qualification

#### Groupe E (Cologne)
| Clt   | Équipe      | PJ | V | VP | D | DP | BP | BC | Pts |
| ----- | ----------- | -- | - | -- | - | -- | -- | -- | --- |
| +001, | Russie      | 5  | 5 | 0  | 0 | 0  | 20 | 5  | 15  |
| +002, | Finlande    | 5  | 4 | 0  | 1 | 0  | 9  | 11 | 9   |
| +003, | Allemagne   | 5  | 2 | 0  | 2 | 1  | 8  | 8  | 7   |
| +004, | Danemark    | 5  | 2 | 0  | 3 | 0  | 13 | 12 | 6   |
| +005, | Biélorussie | 5  | 1 | 1  | 3 | 0  | 7  | 11 | 5   |
| +006, | Slovaquie   | 5  | 1 | 0  | 4 | 0  | 8  | 18 | 3   |

- Qualifié pour les quarts de finale

#### Groupe F (Mannheim)
| Clt   | Équipe   | PJ | V | VP | D | DP | BP | BC | Pts |
| ----- | -------- | -- | - | -- | - | -- | -- | -- | --- |
| +001, | Suède    | 5  | 4 | 0  | 1 | 0  | 18 | 7  | 12  |
| +002, | Suisse   | 5  | 3 | 0  | 2 | 0  | 12 | 12 | 9   |
| +003, | Tchéquie | 5  | 3 | 0  | 2 | 0  | 12 | 10 | 9   |
| +004, | Canada   | 5  | 2 | 0  | 3 | 0  | 22 | 12 | 6   |
| +005, | Norvège  | 5  | 2 | 0  | 3 | 0  | 9  | 26 | 6   |
| +006, | Lettonie | 5  | 1 | 0  | 4 | 0  | 10 | 16 | 3   |

- Qualifié pour les quarts de finale

### Phase finale
|  | Quarts de finale | Quarts de finale |               |               | Demi-finales           | Demi-finales           |   |  | Finale        | Finale        |
|  | Quarts de finale | Quarts de finale |               |               | Demi-finales           | Demi-finales           |   |  | Finale        | Finale        |
|  |                  |                  |               |               |                        |                        |   |  |               |               |
|  | Lanxess Arena    | Lanxess Arena    |               |               | Lanxess Arena          | Lanxess Arena          |   |  | Lanxess Arena | Lanxess Arena |
|  | Lanxess Arena    | Lanxess Arena    |               |               | Lanxess Arena          | Lanxess Arena          |   |  | Lanxess Arena | Lanxess Arena |
|  | Russie           | 5                |               |               | Lanxess Arena          | Lanxess Arena          |   |  | Lanxess Arena | Lanxess Arena |
|  | Russie           | 5                |               |               | Lanxess Arena          | Lanxess Arena          |   |  | Lanxess Arena | Lanxess Arena |
|  | Canada           | 2                |               |               | Lanxess Arena          | Lanxess Arena          |   |  | Lanxess Arena | Lanxess Arena |
|  | Canada           | 2                | Russie        | 2             |                        |                        |   |  | Lanxess Arena | Lanxess Arena |
|  | SAP Arena        |                  | Russie        | 2             |                        |                        |   |  | Lanxess Arena | Lanxess Arena |
|  |                  | Allemagne        | 1             |               |                        |                        |   |  | Lanxess Arena | Lanxess Arena |
|  | Suisse           | Allemagne        | 1             | 0             |                        |                        |   |  | Lanxess Arena | Lanxess Arena |
|  | Suisse           |                  |               | 0             |                        |                        |   |  | Lanxess Arena | Lanxess Arena |
|  | Allemagne        | 1                |               |               |                        |                        |   |  | Lanxess Arena | Lanxess Arena |
|  | Allemagne        | 1                | Russie        | 1             |                        |                        |   |  |               |               |
|  | SAP Arena        |                  | Russie        | 1             |                        |                        |   |  |               |               |
|  |                  | Tchéquie         | 2             |               |                        |                        |   |  |               |               |
|  | Suède            | Tchéquie         | 2             | 4             |                        |                        |   |  |               |               |
|  | Suède            | Lanxess Arena    |               | 4             |                        |                        |   |  |               |               |
|  | Danemark         | 2                |               |               |                        |                        |   |  |               |               |
|  | Danemark         | 2                | Suède         | 2             |                        |                        |   |  |               |               |
|  | Lanxess Arena    | Lanxess Arena    | Suède         | 2             | Match pour la 3e place | Match pour la 3e place |   |  |               |               |
|  | Lanxess Arena    | Lanxess Arena    |               | Tchéquie      | Match pour la 3e place | Match pour la 3e place | 3 |  |               |               |
|  | Finlande         | 1                | Lanxess Arena | Lanxess Arena |                        |                        | 3 |  |               |               |
|  | Finlande         | 1                | Lanxess Arena | Lanxess Arena |                        |                        |   |  |               |               |
|  | Tchéquie         | 2                |               | Suède         | 3                      |                        |   |  |               |               |
|  | Tchéquie         | 2                |               | Suède         | 3                      |                        |   |  |               |               |
|  |                  |                  |               |               |                        |                        |   |  | Allemagne     | 1             |
|  |                  |                  |               |               |                        |                        |   |  | Allemagne     | 1             |

### Classement final
Le classement final du groupe élite est le suivant :
| Cl.                | Équipe      |
| ------------------ | ----------- |
| Médaille d'or      | Tchéquie    |
| Médaille d'argent  | Russie      |
| Médaille de bronze | Suède       |
| 4.                 | Allemagne   |
| 5.                 | Suisse      |
| 6.                 | Finlande    |
| 7.                 | Canada      |
| 8.                 | Danemark    |
| 9.                 | Norvège     |
| 10.                | Biélorussie |
| 11.                | Lettonie    |
| 12.                | Slovaquie   |
| 13.                | États-Unis  |
| 14.                | France      |
| 15.                | Italie      |
| 16.                | Kazakhstan  |

### Honneurs individuels
- Meilleurs joueurs
  - Meilleur joueur : Dennis Endras (Allemagne).
  - Meilleur gardien : Dennis Endras (Allemagne).
  - Meilleur défenseur : Petteri Nummelin (Finlande).
  - Meilleur attaquant : Pavel Datsiouk (Russie)
- Équipe type des médias

| Gardien | Allemagne Dennis Endras   | Allemagne Dennis Endras   | Allemagne Dennis Endras   | Allemagne Dennis Endras | Allemagne Dennis Endras        | Allemagne Dennis Endras        |
| Défense | Finlande Petteri Nummelin | Finlande Petteri Nummelin | Finlande Petteri Nummelin | Christian Ehrhoff       | Christian Ehrhoff              | Christian Ehrhoff              |
| Attaque | Russie Pavel Datsiouk     | Russie Pavel Datsiouk     | Russie Ievgueni Malkine   | Russie Ievgueni Malkine | Suède Magnus Pääjärvi Svensson | Suède Magnus Pääjärvi Svensson |

### Meilleurs pointeurs
Pour les significations des abréviations, voir Statistiques du hockey sur glace.
| Joueur                   | PJ | B | A  | Pts | +/- | Pun |
| ------------------------ | -- | - | -- | --- | --- | --- |
| Ilia Kovaltchouk         | 9  | 2 | 10 | 12  | +8  | 2   |
| Brandon Dubinsky         | 6  | 3 | 7  | 10  | +3  | 2   |
| Magnus Pääjärvi-Svensson | 9  | 5 | 4  | 9   | +8  | 2   |
| Ray Whitney              | 7  | 2 | 6  | 8   | 0   | 0   |
| John Tavares             | 7  | 7 | 0  | 7   | +2  | 6   |
| Pavel Datsiouk           | 6  | 6 | 1  | 7   | +6  | 0   |
| Ievgueni Malkine         | 5  | 5 | 2  | 7   | +6  | 10  |
| Matt Duchene             | 7  | 4 | 3  | 7   | +5  | 0   |
| Maksim Afinoguenov       | 9  | 3 | 4  | 7   | +7  | 18  |
| Jaromír Jágr             | 9  | 3 | 4  | 7   | +1  | 12  |
| Jakub Klepiš             | 9  | 3 | 4  | 7   | −1  | 8   |

### Meilleurs gardiens
| Joueur            | Min          | Arr | BC | Moy  | %Arr  | Bl |
| ----------------- | ------------ | --- | -- | ---- | ----- | -- |
| Dennis Endras     | 364 min 6 s  | 181 | 7  | 1,15 | 96,13 | 1  |
| Semion Varlamov   | 297 min 53 s | 135 | 7  | 1,41 | 95,07 | 1  |
| Daniel Bellissimo | 263 min 51 s | 172 | 9  | 2,05 | 94,77 | 0  |
| Tomáš Vokoun      | 496 min 27 s | 234 | 13 | 1,57 | 94,44 | 0  |
| Andreï Mezine     | 183 min 57 s | 104 | 6  | 1,96 | 94,23 | 0  |

### Médaillés
| Champions du mondeRépublique tchèque | Michal Barinka, Miroslav Blaťák, Petr Čáslava, Roman Červenka, Petr Gřegořek, Petr Hubáček, Jaromír Jágr, Lukáš Kašpar, Jakub Klepiš, Petr Koukal, Marek Kvapil, Jan Marek, Tomáš Mojžíš, Ondřej Němec, Filip Novák, Jiří Novotný, Ondřej Pavelec, Karel Rachůnek, Tomáš Rolinek (C), Michal Rozsíval, Martin Růžička, Jakub Štěpánek, Petr Vampola, Tomáš Vokoun, Jakub Voráček Entraîneur : Vladimír Růžička |

| ArgentRussie | Maksim Afinoguenov, Artiom Anissimov, Vitali Atiouchov, Pavel Datsiouk, Sergueï Fiodorov, Aleksandr Frolov, Sergueï Gontchar, Denis Grebechkov, Alekseï Iemeline, Aleksandr Ieriomenko, Dmitri Kalinine, Konstantin Korneïev, Vassili Kochetchkine, Viktor Kozlov, Ilia Kovaltchouk (C), Dmitri Koulikov, Nikolaï Kouliomine, Ievgueni Malkine, Sergueï Moziakine, Ilia Nikouline, Aleksandr Ovetchkine, Aleksandr Siomine, Maksim Souchinski, Alekseï Terechtchenko, Semion Varlamov Entraîneur : Viatcheslav Bykov |

| BronzeSuède | Jonas Andersson, Mikael Backlund, Christian Bäckman, Oliver Ekman Larsson, Andreas Engqvist, Jimmie Ericsson, Jonathan Ericsson, Carl Gunnarsson, Jonas Gustavsson, Johan Harju, Victor Hedman, Magnus Johansson (C), Erik Karlsson, Anders Lindbäck, Sanny Lindström, Jacob Markström, Tony Mårtensson, Marcus Nilson, Michael Nylander, Linus Omark, Magnus Pääjärvi-Svensson, Niklas Persson, Fredrik Pettersson, Rickard Wallin, Mattias Weinhandl Entraîneur : Bengt-Åke Gustafsson |

## DivisionI
Elle regroupe douze équipes réparties en deux groupes. Le groupe A se joue aux Pays-Bas et le groupe B en Slovénie.
| - Groupe A (Tilbourg) - Autriche - Ukraine - Japon - Lituanie - Pays-Bas - Serbie | - Groupe B (Ljubljana) - Slovénie - Hongrie - Grande-Bretagne - Pologne - Croatie - Corée du Sud |

### Groupe A
Il se déroule à Tilbourg, aux Pays-Bas.
| Date     | Équipe   | Score    | Équipe   | Score par période  |
| -------- | -------- | -------- | -------- | ------------------ |
| 19 avril | Lituanie | 5-12     | Ukraine  | 0-2, 4-4, 1-6      |
| 19 avril | Serbie   | 0-13     | Autriche | 0-7, 0-3, 0-3      |
| 19 avril | Pays-Bas | 1-3      | Japon    | 0-1, 0-2, 1-0      |
| 20 avril | Autriche | 6-2      | Lituanie | 1-1, 3-0, 2-1      |
| 20 avril | Japon    | 5-0      | Serbie   | 1-0, 3-0, 1-0      |
| 20 avril | Ukraine  | 9-2      | Pays-Bas | 3-0, 4-1, 2-1      |
| 22 avril | Ukraine  | 15-2     | Serbie   | 1-1, 6-0, 8-1      |
| 22 avril | Japon    | 1-3      | Autriche | 0-2, 1-0, 0-1      |
| 22 avril | Lituanie | 1-4      | Pays-Bas | 1-1, 0-2, 0-1      |
| 24 avril | Ukraine  | 2-1      | Japon    | 0-0, 1-0, 1-1      |
| 24 avril | Serbie   | 4-10     | Lituanie | 0-3, 1-3, 3-4      |
| 24 avril | Autriche | 4-1      | Pays-Bas | 2-1, 2-0, 0-0      |
| 25 avril | Japon    | 7-1      | Lituanie | 2-0, 2-1, 3-0      |
| 25 avril | Pays-Bas | 3-2 a.p. | Serbie   | 2-1, 0-1, 0-0, 1-0 |
| 25 avril | Autriche | 2-1      | Ukraine  | 1-0, 0-0, 1-1      |

| Clt   | Équipe   | PJ | V | VP | D | DP | BP | BC | Diff | Pts |
| ----- | -------- | -- | - | -- | - | -- | -- | -- | ---- | --- |
| +001, | Autriche | 5  | 5 | 0  | 0 | 0  | 28 | 5  | +23  | 15  |
| +002, | Ukraine  | 5  | 4 | 0  | 1 | 0  | 39 | 12 | +27  | 12  |
| +003, | Japon    | 5  | 3 | 0  | 2 | 0  | 17 | 7  | +10  | 9   |
| +004, | Pays-Bas | 5  | 1 | 1  | 3 | 0  | 11 | 19 | -8   | 5   |
| +005, | Lituanie | 5  | 1 | 0  | 4 | 0  | 19 | 33 | -14  | 3   |
| +006, | Serbie   | 5  | 0 | 0  | 4 | 1  | 8  | 46 | -38  | 1   |

- Promu en élite
- Relégué en division II

L'Autriche est promue en élite pour l'édition 2011 alors que la Serbie est reléguée en division II.
- Meilleur joueurs
  - Meilleur gardien : Yutaka Fukufuji (Japon).
  - Meilleur défenseur : Matthias Trattnig (Autriche).
  - Meilleur attaquant : Kostiantin Kassiantchouk (Ukraine).
  - Meilleur pointeur : Kostiantin Kassiantchouk (Ukraine), 13 points.

### Groupe B
Il se déroule à la Hala Tivoli de Ljubljana, en Slovénie, du 17 au 23 avril 2010.
| Clt   | Équipe          | PJ | V | VP | D | DP | BP | BC | Diff | Pts |
| ----- | --------------- | -- | - | -- | - | -- | -- | -- | ---- | --- |
| +001, | Slovénie        | 5  | 5 | 0  | 0 | 0  | 29 | 10 | +19  | 14  |
| +002, | Hongrie         | 5  | 4 | 0  | 1 | 0  | 21 | 6  | +15  | 12  |
| +003, | Pologne         | 5  | 3 | 0  | 2 | 0  | 15 | 12 | +3   | 9   |
| +004, | Grande-Bretagne | 5  | 2 | 0  | 2 | 1  | 10 | 10 | 0    | 7   |
| +005, | Corée du Sud    | 5  | 1 | 0  | 4 | 0  | 13 | 21 | -8   | 3   |

- Promu en élite
- Relégué en division II

La Slovénie accède à l'élite pour l'édition 2011 alors que la Croatie est reléguée en division II.
- Meilleur joueurs
  - Meilleur gardien : Stephen Murphy (Grande-Bretagne).
  - Meilleur défenseur : András Horváth (Hongrie).
  - Meilleur attaquant : Žiga Jeglič (Slovénie).
  - Meilleur pointeur : Žiga Jeglič (Slovénie), 11 points.
  - Meilleur buteur : Rok Tičar (Slovénie), 7 buts.
  - Meilleur assistant : Žiga Jeglič (Slovénie), 9 assistances.
- Équipe type des médias
  - Gardien de but : Zoltán Hetényi (Hongrie).
  - Défenseurs : András Horváth (Hongrie) - Sabahudin Kovačevič (Slovénie).
  - Attaquants : Rok Tičar (Slovénie) - Žiga Jeglič (Slovénie) - Jan Urbas (Slovénie)

## DivisionII

### Groupe A
Il se déroule à Mexico au Mexique.
| Date     | Équipe    | Score | Équipe    | Score par période |
| -------- | --------- | ----- | --------- | ----------------- |
| 11 avril | Espagne   | 6-0   | Australie | 2-0, 1-0, 3-0     |
| 11 avril | Turquie   | 3-12  | Bulgarie  | 0-4, 2-2, 1-6     |
| 11 avril | Belgique  | 5-2   | Mexique   | 2-1, 2-0, 1-1     |
| 12 avril | Australie | 11-4  | Bulgarie  | 3-0, 6-3, 2-1     |
| 12 avril | Belgique  | 1-6   | Espagne   | 0-0, 1-2, 0-4     |
| 12 avril | Mexique   | 9-2   | Turquie   | 2-1, 3-1, 4-0     |
| 14 avril | Belgique  | 13-1  | Turquie   | 3-1, 6-0, 4-0     |
| 14 avril | Espagne   | 10-3  | Bulgarie  | 3-2, 1-0, 6-1     |
| 14 avril | Australie | 5-2   | Mexique   | 3-1, 0-0, 2-1     |
| 16 avril | Bulgarie  | 4-5   | Belgique  | 1-3, 3-1, 0-1     |
| 16 avril | Turquie   | 1-10  | Australie | 0-3, 0-1, 1-3     |
| 16 avril | Mexique   | 2-4   | Espagne   | 0-1, 1-1, 1-2     |
| 17 avril | Australie | 5-2   | Belgique  | 3-1, 2-0, 0-1     |
| 17 avril | Espagne   | 9-1   | Turquie   | 6-0, 1-0, 2-1     |
| 17 avril | Bulgarie  | 5-2   | Mexique   | 4-1, 0-0, 1-1     |

| Clt   | Équipe    | PJ | V | VP | D | DP | BP | BC | Diff | Pts |
| ----- | --------- | -- | - | -- | - | -- | -- | -- | ---- | --- |
| +001, | Espagne   | 5  | 5 | 0  | 0 | 0  | 35 | 7  | +28  | 15  |
| +002, | Australie | 5  | 4 | 0  | 1 | 0  | 31 | 15 | +16  | 12  |
| +003, | Belgique  | 5  | 3 | 0  | 2 | 0  | 26 | 18 | +8   | 9   |
| +004, | Bulgarie  | 5  | 2 | 0  | 3 | 0  | 28 | 31 | -3   | 6   |
| +005, | Mexique   | 5  | 1 | 0  | 4 | 0  | 17 | 21 | -4   | 3   |
| +006, | Turquie   | 5  | 0 | 0  | 5 | 0  | 8  | 53 | -45  | 0   |

- Promu en division I
- Relégué en divisionIII

L'Espagne est promue en division I pour l'édition 2011 alors que la Turquie est reléguée en division III.

### Groupe B
Il se déroule à Tallinn en Estonie.
| Date     | Équipe           | Score | Équipe           | Score par période |
| -------- | ---------------- | ----- | ---------------- | ----------------- |
| 10 avril | Nouvelle-Zélande | 1-3   | Islande          | 0-0, 0-2, 1-1     |
| 10 avril | Chine            | 3-4   | Roumanie         | 2-0, 1-1, 0-3     |
| 10 avril | Estonie          | 17-3  | Israël           | 5-0, 4-2, 8-1     |
| 11 avril | Roumanie         | 8-3   | Islande          | 2-0, 2-1, 4-2     |
| 11 avril | Israël           | 4-5   | Nouvelle-Zélande | 0-1, 3-3, 1-1     |
| 11 avril | Estonie          | 15-0  | Chine            | 5-0, 6-0, 4-0     |
| 13 avril | Roumanie         | 20-0  | Israël           | 7-0, 8-0, 5-0     |
| 13 avril | Chine            | 1-3   | Islande          | 0-0, 0-1, 1-2     |
| 13 avril | Estonie          | 17-0  | Nouvelle-Zélande | 3-0, 8-0, 6-0     |
| 14 avril | Israël           | 2-7   | Chine            | 2-2, 0-1, 0-4     |
| 14 avril | Nouvelle-Zélande | 1-14  | Roumanie         | 0-2, 1-8, 0-4     |
| 14 avril | Islande          | 1-6   | Estonie          | 1-3, 0-1, 0-2     |
| 16 avril | Chine            | 1-2   | Nouvelle-Zélande | 0-1, 1-0, 0-1     |
| 16 avril | Islande          | 6-2   | Israël           | 3-0, 1-2, 2-0     |
| 16 avril | Roumanie         | 1-7   | Estonie          | 0-2, 1-4, 0-1     |

| Clt   | Équipe           | PJ | V | VP | D | DP | BP | BC | Diff | Pts |
| ----- | ---------------- | -- | - | -- | - | -- | -- | -- | ---- | --- |
| +001, | Estonie          | 5  | 5 | 0  | 0 | 0  | 62 | 5  | +57  | 15  |
| +002, | Roumanie         | 5  | 4 | 0  | 1 | 0  | 47 | 14 | +33  | 12  |
| +003, | Islande          | 5  | 3 | 0  | 2 | 0  | 16 | 18 | -2   | 9   |
| +004, | Nouvelle-Zélande | 5  | 2 | 0  | 3 | 0  | 9  | 39 | -30  | 6   |
| +005, | Chine            | 5  | 1 | 0  | 4 | 0  | 12 | 26 | -14  | 3   |
| +006, | Israël           | 5  | 0 | 0  | 5 | 0  | 11 | 55 | -44  | 0   |

- Promu en division I
- Relégué en divisionIII

Israël est relégué en division III pour l'édition 2011 alors que l'Estonie est promue en division I.

## DivisionIII

### Groupe A
Il se déroule à Athènes en Grèce.
| Date     | Équipe              | Score | Équipe              | Score par période |
| -------- | ------------------- | ----- | ------------------- | ----------------- |
| 14 avril | Grèce               | 7-1   | Émirats Arabes Unis | 2-1, 1-0, 4-0     |
| 14 avril | Irlande             | 6-4   | Luxembourg          | 0-0, 5-1, 1-3     |
| 15 avril | Grèce               | 1-3   | Irlande             | 1-0, 0-3, 0-0     |
| 15 avril | Luxembourg          | 3-2   | Émirats Arabes Unis | 1-0, 1-1, 1-1     |
| 17 avril | Émirats Arabes Unis | 2-8   | Irlande             | 0-2, 0-4, 2-2     |
| 17 avril | Luxembourg          | 1-2   | Grèce               | 0-0, 0-1, 1-1     |

| Clt   | Équipe              | PJ | V | VP | D | DP | BP | BC | Diff | Pts |
| ----- | ------------------- | -- | - | -- | - | -- | -- | -- | ---- | --- |
| +001, | Irlande             | 3  | 3 | 0  | 0 | 0  | 17 | 7  | +10  | 9   |
| +002, | Grèce               | 3  | 2 | 0  | 1 | 0  | 10 | 5  | +5   | 6   |
| +003, | Luxembourg          | 3  | 1 | 0  | 2 | 0  | 8  | 10 | -2   | 3   |
| +004, | Émirats arabes unis | 3  | 0 | 0  | 3 | 0  | 5  | 18 | -13  | 0   |

- Promu en division II

L'Irlande est promue en division II pour l'édition 2011.

### Groupe B
Il se déroule à Erevan en Arménie.
| Date     | Équipe         | Score | Équipe         | Score par période |
| -------- | -------------- | ----- | -------------- | ----------------- |
| 14 avril | Mongolie       | 1-22  | Corée du Nord  | 0-7, 0-9, 1-6     |
| 14 avril | Afrique du Sud | 2-9   | Arménie        | 1-4, 1-3, 0-2     |
| 15 avril | Afrique du Sud | 12-1  | Mongolie       | 5-1, 6-0, 1-0     |
| 15 avril | Corée du Nord  | 6-7   | Arménie        | 3-1, 2-5, 1-1     |
| 17 avril | Corée du Nord  | 4-3   | Afrique du Sud | 1-0, 1-1, 2-2     |
| 17 avril | Arménie        | 15-0  | Mongolie       | 6-0, 5-0, 4-0     |

| Clt   | Équipe         | PJ | V | VP | D | DP | BP | BC | Diff | Pts |
| ----- | -------------- | -- | - | -- | - | -- | -- | -- | ---- | --- |
| +001, | Arménie        | 3  | 3 | 0  | 0 | 0  | 31 | 9  | +22  | 9   |
| +002, | Corée du Nord  | 3  | 2 | 0  | 1 | 0  | 32 | 11 | +21  | 6   |
| +003, | Afrique du Sud | 3  | 1 | 0  | 2 | 0  | 17 | 14 | +3   | 3   |
| +004, | Mongolie       | 3  | 0 | 0  | 3 | 0  | 2  | 49 | -47  | 0   |

#### Match pour la troisième place
- 18 avril : Afrique du Sud 8-3 Mongolie (3-1, 1-2, 4-0)

#### Finale
- 18 avril : Arménie 2-5 Corée du Nord (1-2, 1-2, 0-1)

#### Classement final
Le classement final du groupe est le suivant :
| Pos.               | Équipe         |
| ------------------ | -------------- |
| Médaille d'or      | Corée du Nord  |
| Médaille d'argent  | Arménie        |
| Médaille de bronze | Afrique du Sud |
| 4.                 | Mongolie       |

La Corée du Nord est promue en division II pour l'édition 2011.